# Čechynce
Čechynce – wieś i gmina (obec) w powiecie Nitra, w kraju nitrzańskim na Słowacji. Znajduje się na południowy wschód od Nitry nad lewym brzegiem rzeki Nitra na Nizinie Naddunajskiej. 